# 那佐苗族乡
那佐苗族乡是中华人民共和国广西壮族自治区百色市西林县下辖的一个民族乡。

## 行政区划
那佐苗族乡下辖以下村级行政区划单位：
那佐村、新隆村、上马草村、达下村、皆马村、母鲁村、渭洪村、那讪村、龙潭村、甘界村、弄合村、俄沙村、坝盆村、平别村、同硝村、永合村、龙滩村和弄汪村。